# История почты и почтовых марок Андорры
История почты и почтовых марок Андорры охватывает развитие почтовой связи в этом карликовом государстве, расположенном в Пиренеях между Испанией и Францией. Особенностью почтовой связи Андорры является её двойственный характер: на территории этого княжества работают испанские и французские почтовые отделения, использующие соответственно знаки почтовой оплаты Испании и Франции.

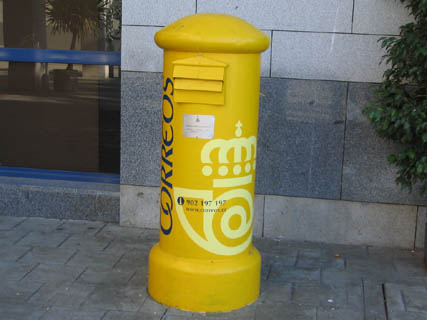
Андоррский стоячий почтовый ящик

## Развитие почты
В Андорре до 1927 года не было почтовых отделений, а отправляемые письма сдавались в ближайшем почтовом отделении через границу либо в Испании, либо во Франции.
Первое почтовое отделение на территории этого государства открыло в 1927 году почтовое ведомство Испании. Первое время в обращении были почтовые марки Испании, но уже со следующего года (1928) Испания начала выпускать специальные почтовые марки для Андорры.
Почтовые отделения французской почты начали работать в Андорре в 1930 году. Вначале для оплаты пересылки корреспонденции в них применялись почтовые марки Франции.

## Выпуски почтовых марок

### Испанские для Андорры
В 1928 году вышли первые почтовые марки испанской почты, выпущенные специально для использования в Андорре. Надпечатки на марках Испании: исп. «Correos. Andorra» («Почта. Андорра»).

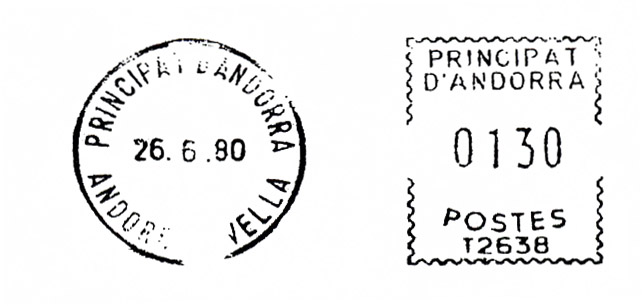
Франкотип испанской администрации для Андорры, с надписью “PRINCIPAT / D’ANDORRA” (1980)

До 1972 года новые андоррские выпуски эмитировались нерегулярно, только с 1972 года можно говорить о регулярном выходе почтовых марок.
Первый почтовый блок для Андорры был выпущен испанской почтой в 1978 году.
По данным Л. Л. Лепешинского, всего с 1928 года по 1963 год испанской почтой было выпущено для Андорры 60 почтовых марок и 12 почтово-благотворительных.

### Французские для Андорры

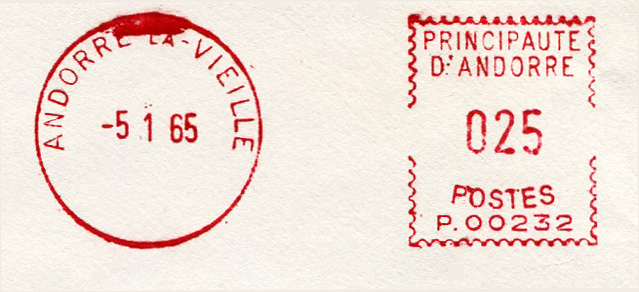
Франкотип французской администрации для Андорры, с надписью “PRINCIPAUTE / D’ANDORRE” (1965)

В 1931 году появились выпущенные специально для Андорры марки, которые представляли собой французские почтовые марки с надпечаткой фр. «Andorre» («Андорра»).
Первая серия оригинальных почтовых марок для Андорры была выпущена французской почтой в 1932 году с надписью фр. «Vallees d’Andorre» (Долины Андорры) и «Postes» («Почта»). На марках серии были изображены храмы, такие как часовня Девы Марии в деревушке Меритель (англ. Meritxell) и церковь Св. Михаила в Энголастерсе (англ. Engolasters).
Французское почтовое ведомство начало регулярный выпуск марок для Андорры с 1961 года. Первые памятные марки увидели свет в 1962 году, а первый почтовый блок был эмитирован в 1982 году.
В 1950 году появились первые авиапочтовые марки Андорры.
Первые доплатные марки были выпущены в 1931 году и выпускались неоднократно. На марках надписи: фр. «Recouvrements taxe a percevoire» («взыскание доплаты»), фр. «А регcevoir» («доплатить»), фр. «Chiffre-taxe» («доплата»).
По данным Л. Л. Лепешинского, всего с 1931 года по 1963 год французской почтой было выпущено для Андорры 177 почтовых марок и 47 доплатных.

## Коллекционирование
Коллекционирование и изучение почтовых марок и других филателистических материалов Андорры пользуется определённой популярностью. Известны два общественных объединения людей, интересующихся историей почты и почтовыми марками Андорры: Общество изучения филателии и почты Андорры (Филандорра); фр. Société d'Étude Philatélique et Postale de l'Andorre - Philandorre) и Кружок изучения филателии Андорры (англ. Andorran Philatelic Study Circle).
Общество изучения филателии и почты Андорры
Общество изучения филателии и почты Андорры (Филандорра); фр. Société d'Étude Philatélique et Postale de l'Andorre - Philandorre) базируется в Париже (Франция). Учреждённое в начале 1977 года на основе секции «Андорра» Союза филателистов Либурна (фр. Union Philatélique Libournaise; U.P.L.), общество ныне (2010) объединяет в своих рядах 156 коллекционеров из Франции, Андорры, Испании, Великобритании, Бельгии, Италии и Германии. Цели общества: содействие и развитие коллекционирования почтовых марок Андорры, изучение филателистических материалов и истории почты Андорры, налаживание контактов и помощь в обмене марками и другими филателистическими материалами между участниками общества.
Филандорра является ассоциированным членом Французской федерации филателистических ассоциаций (Fédération Française des Associations Philatéliques; FFap), учредителем Международной комиссии андоррской филателии (Commissió Internacional de Filatèlia Andorrana; CIFA) и членом Объединения специализированных филателистических ассоциаций (Groupement des Associations Philatéliques Spécialisées; GAPS).
Головной офис общества находится в Париже, в помещении Бюро по туризму Андорры (англ. Office du Tourisme d’Andorre) по адресу: 26 Avenue de l’Opera, Paris 75001, France. Годовой членский взнос составляет 25 Евро.
Кружок изучения филателии Андорры
Кружок изучения филателии Андорры (англ. Andorran Philatelic Study Circle) базируется в Лондоне (Великобритания).